# Kiki Smith
Kiki Smith (Núremberg, 18 de enero de 1954) es una artista estadounidense, relacionada con el movimiento del feminismo y el Arte Corporal.

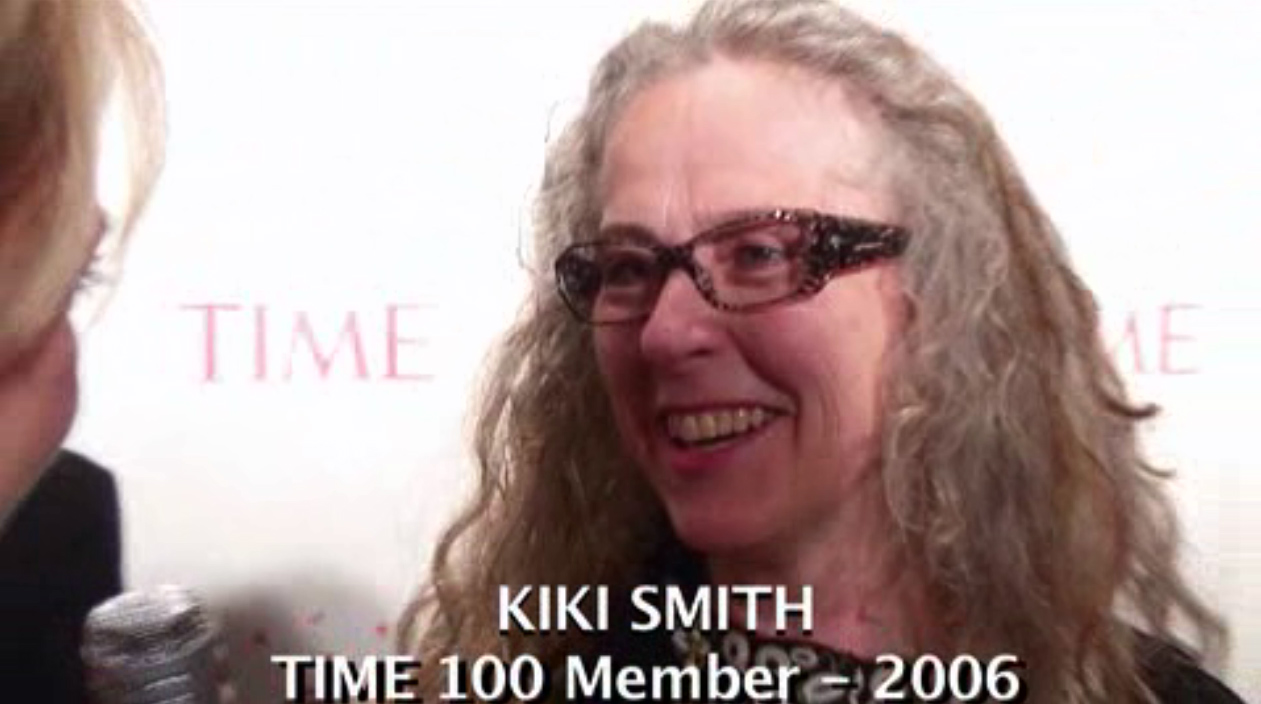
Kiki Smith

Smith es hija del escultor Tony Smith.  Aunque nació en Alemania, se crio en Nueva Jersey. Sus inicios en el arte son ayudando a su padre en la elaboración de modelos de cartón de sus esculturas geométricas.
Su obra está impregnada de significado político, usando las representaciones tradicionales de mujeres eróticas de artistas masculinos, y exponiendo a menudo los sistemas internos biológicos de las mujeres como una metáfora de los problemas sociales ocultos. Su obra también reflexiona sobre temas como el nacimiento y la regeneración.
Hace uso de una amplia variedad de materiales y técnicas que van evolucionando con el tiempo, tales como pintura, grabado, textil o dibujo.